# Alison (chanson d'Elvis Costello)
Pour les articles homonymes, voir Alison.
Singles de Elvis Costello
Less Than Zero
(1977) (The Angels Wanna Wear My) Red Shoes
(1977)
Alison est une chanson de l'auteur-compositeur-interprète anglais Elvis Costello.
Publiée en single au Royaume-Uni en mai 1977, elle n'entre pas dans le chart britannique. (C'était le deuxième single d'Elvis Costello, après Less Than Zero. La chanson sera aussi incluse dans son premier album studio, intitulé My Aim Is True, qui sortira en juillet de la même année.)
En 2004, Rolling Stone a classé cette chanson, dans la version originale d'Elvis Costello, 318e sur sa liste des « 500 plus grandes chansons de tous les temps ». (En 2010, le magazine rock américain a mis à jour sa liste, maintenant la chanson est 323e.)

## Composition
La chanson a été écrite par Elvis Costello. L'enregistrement de Costello a été produit par Nick Lowe.

## Version de Linda Ronstadt
Singles de Linda Ronstadt
Just One Look
(1979) How Do I Make You
(1980)
La chanson a été notamment reprise par la chanteuse de country rock américaine Linda Ronstadt sur son album Living in the USA, paru en septembre 1978. Elle a également été publiée en single (au printemps de 1979) et a atteint la 30e place du classement Adult Contemporary du magazine américain Billboard et la 66e place au Royaume-Uni.